# Jonah Seif
Jonah Seif (Sacramento, 30 ottobre 1994) è un allenatore di pallavolo ed ex pallavolista statunitense, di ruolo palleggiatore, assistente allenatore della UC Santa Barbara.

## Carriera

### Giocatore

#### Club
La carriera di Jonah Seif inizia nei tornei scolastici californiani, giocando per la Thousand Oaks HS fino al 2012; dopo il diploma entra a far parte della squadra di pallavolo maschile della UC Santa Barbara, partecipando alla NCAA Division I dal 2013 al 2016, ricevendo anche qualche riconoscimento individuale.
Nella stagione 2016-17 firma il suo primo contratto professionistico, ingaggiato in Polonia dal Będzin, club di Polska Liga Siatkówki al quale si lega per un biennio; nel campionato 2018-19 approda invece in Italia, dove difende i colori della Sir Safety Perugia, in Superlega, vincendo la Coppa Italia, prima di ritirarsi al termine dell'annata.

#### Nazionale
Nel 2015 debutta nella nazionale statunitense, in occasione dei XVII Giochi panamericani di Toronto, indossando invece per l'ultima volta la maglia della nazionale a stelle e strisce alla Coppa panamericana 2019.

### Allenatore
Nel novembre 2019 viene annunciato il suo ritorno alla UC Santa Barbara nelle vesti di assistente allenatore di Rick McLaughlin.

## Palmarès

### Club
- Coppa Italia: 1

2018-19

### Premi individuali
- 2014 - All-America Second Team
- 2015 - All-America Second Team